# Ferrari 156/85
A Ferrari 156/85 egy Formula–1-es versenyautó, amellyel a Scuderia Ferrari versenyzett az 1985-ös Formula–1 világbajnokság során. Pilótái Michele Alboreto és Stefan Johansson voltak, illetve egy verseny erejéig René Arnoux, mielőtt Enzo Ferrari le nem cserélte. A tesztpilóta Johnny Dumfries volt. Az autó egyike volt azoknak, amelyekkel a Ferrari komolyan harcolhatott a világbajnoki címért a nyolcvanas években.

## Áttekintés
Az autó gyorsnak és megbízhatónak volt mondható a szezon elején, ám ahogy haladt előre a bajnokság, úgy jelentkeztek a főként a motor és a turbó terén a meghibásodások. Ez a megbízhatatanság volt az a faktor, ami miatt Alboreto, aki jobbára vezette a világbajnoki tabellát, végül elbukta a címet. Az utolsó öt versenyen ugyanis kiesett (az olasz nagydíjon 13. helyen ugyan, de rangsorolták), és így Alain Prost könnyedén lehetett világbajnok. A csapat az év végén konstruktőri második lett.

## A szezon
Az évet Alboreto rögtön egy pole pozícióval indította, majd másodikként ért célba Brazíliában, Arnoux pedig negyedik lett. Őt a következő nagydíjtól váltotta Stefan Johansson, aki abszolút kettes számú pilóta volt, nem hozott ugyanis olyan jó eredményeket, leszámítva Kanadában és Detroitban egy-egy dobogót. Alboreto Kanada után megszilárdította helyét a tabella élén. Csakhogy innentől kezdve a rivális McLaren csapat belehúzott a fejlesztésekkel, elsősorban a motorerő és a csökkentett gumikopás terén. A Ferrari mérnökei erre úgy reagáltak, hogy növelték a turbónyomást, ami jó ötletnek tűnt, csak épp a motort tette érzékennyé. Alboreto még megnyerte a német nagydíjat és Ausztriában dobogóra állhatott, de győzni már nem tudott többször, Prost viszont kétszer is diadalmaskodott.
Emlékezetes körülmények közt vesztette el a Ferrari pilótája az egyéni címet, ugyanis az európai nagydíjon. Brands Hatch-ben, egy újabb turbóhiba miatt kigyulladt az autó hátulja. Így, égő autóval hajtott vissza a boxutcába, és csak ott tudták eloltani.
A Ferrari legközelebb csak 1990-ben tudott harcolni a bajnoki címért, éppen azzal az Alain Prost-tal, aki elvitte előlük a címet ebben az évben.

## Eredmények
(félkövér jelöli a pole pozíciót, dőlt betű a leggyorsabb kört)
| Év   | Csapat           | Motor              | Gumik | Pilóták          | 1   | 2   | 3   | 4   | 5   | 6   | 7   | 8   | 9   | 10  | 11  | 12  | 13  | 14  | 15  | 16  | Pontok | Helyezés |
| ---- | ---------------- | ------------------ | ----- | ---------------- | --- | --- | --- | --- | --- | --- | --- | --- | --- | --- | --- | --- | --- | --- | --- | --- | ------ | -------- |
| 1985 | Scuderia Ferrari | Ferrari Tipo 031/2 | G     |                  | BRA | POR | SMR | MON | CAN | DET | FRA | GBR | GER | AUT | NED | ITA | BEL | EUR | RSA | AUS | 82     | 2.       |
| 1985 | Scuderia Ferrari | Ferrari Tipo 031/2 | G     | Michele Alboreto | 2   | 2   | KI  | 2   | 1   | 3   | KI  | 2   | 1   | 3   | 4   | 13  | KI  | KI  | KI  | KI  | 82     | 2.       |
| 1985 | Scuderia Ferrari | Ferrari Tipo 031/2 | G     | René Arnoux      | 4   |     |     |     |     |     |     |     |     |     |     |     |     |     |     |     | 82     | 2.       |
| 1985 | Scuderia Ferrari | Ferrari Tipo 031/2 | G     | Stefan Johansson |     | 8   | 6   | KI  | 2   | 2   | 4   | KI  | 9   | 4   | KI  | 5   | KI  | KI  | 4   | 5   | 82     | 2.       |

## Forráshivatkozások
1. ↑  1985 • STATS F1. www.statsf1.com. (Hozzáférés: 2022. március 16.)
2. ↑  Brésil 1985 - Classement • STATS F1. www.statsf1.com. (Hozzáférés: 2022. március 16.)
3. ↑  Stefan JOHANSSON - Podiums • STATS F1. www.statsf1.com. (Hozzáférés: 2022. március 16.)
4. ↑  Canada 1985 - Championnat • STATS F1. www.statsf1.com. (Hozzáférés: 2022. március 16.)
5. ↑  Michele ALBORETO - Grands Prix disputés • STATS F1. www.statsf1.com. (Hozzáférés: 2022. március 16.)
6. ↑  „1985 European GP - Highlights P1/4” (hu-HU nyelven).

## Fordítás
Ez a szócikk részben vagy egészben  a   Ferrari 156-85 című francia Wikipédia-szócikk ezen változatának fordításán alapul.  Az eredeti cikk szerkesztőit annak laptörténete sorolja fel. Ez a jelzés csupán a megfogalmazás eredetét és a szerzői jogokat jelzi, nem szolgál a cikkben szereplő információk forrásmegjelöléseként.